# Eleccions al Consell General d'Aran de 1995
Les eleccions per a renovar el Consell General d'Aran, format per 13 consellers generals, que elegeixen al Síndic d'Aran, se celebraren el 28 de maig de 1995, coincidint amb les eleccions municipals.

## Candidats
A continuació s'enumeren els candidats a la presidència del Consell General d'Aran, segons els resultats obtinguts:
- Convergència Democràtica Aranesa (CDA): Carles Barrera Sánchez
- Unitat d'Aran-Partit dels Socialistes de Catalunya (UA-PSC): Emilio Medan Ane
- Unió Democràtica Aranesa (UDA): Amparo Serrano Iglesias

## Resultats
| Eleccions al Consell General d'Aran, 28 de maig de 1995 |                                                                       |                     |                 |                    |                     |                          |                       |
|                                                         |                                                                       |                     |                 |                    |                     |                          |                       |
| Llista electoral                                        | Llista electoral                                                      | Cap de llista       | Vots            | Vots               | Consellers          | Consellers               | Consellers            |
| Llista electoral                                        | Llista electoral                                                      | Cap de llista       | Vots (sufragis) | Vots (percentatge) | Consellers (escons) | Consellers (percentatge) | Diferència consellers |
|                                                         | Convergència Democràtica Aranesa-Partit Nacionalista Aranès (CDA-PNA) | Carlos Barrera      | 1.496           | 34,80              | 7                   | 53,85                    | =                     |
|                                                         | Unitat d'Aran-Partit Nacionalista Aranès (UA-PNA)                     | Emilio Medan        | 1.305           | 30,36              | 4                   | 30,77                    | 2                     |
|                                                         | Unió Democràtica Aranesa (UPA)                                        | Amparo Serrano      | 811             | 18,86              | 2                   | 15,38                    | 2                     |
|                                                         | Partit Popular (PP)                                                   |                     | 458             | 10,65              | 0                   | 0                        | =                     |
|                                                         | A.E. Gent d'Aran                                                      |                     | 154             | 3,58               | 0                   | 0                        | Nou                   |
| Cens electoral                                          | Cens electoral                                                        | Cens electoral      | 5.741           | 100%               |                     |                          |                       |
| Participació                                            | Participació                                                          | Participació        | 4.328           | 75,39%             |                     |                          |                       |
| Vots vàlids                                             | Vots vàlids                                                           | Vots vàlids         | 4.299,000       | 99,33%             |                     |                          |                       |
| Vots a candidatures                                     | Vots a candidatures                                                   | Vots a candidatures | 4.224           | 97,60%             |                     |                          |                       |
| Vots en blanc                                           | Vots en blanc                                                         | Vots en blanc       | 75              | 1,73%              |                     |                          |                       |
| Vots nuls                                               | Vots nuls                                                             | Vots nuls           | 29              | 0,67%              |                     |                          |                       |
| Abstenció                                               | Abstenció                                                             | Abstenció           | 1.413,000       | 24,61%             |                     |                          |                       |

### Resultats per terçó
| Terçó            |   |   |   |   | A.E. Gent d'Aran | Total consellers |
| ---------------- | - | - | - | - | ---------------- | ---------------- |
| Arties e Garòs   | 2 | 0 | 0 |   |                  | 2                |
| Castièro         | 1 | 1 | 2 | 0 | 0                | 4                |
| Lairissa         | 1 | 0 | 0 |   |                  | 1                |
| Marcatosa        | 0 | 1 | 0 | 0 | 0                | 1                |
| Pujòlo           | 2 | 0 | 0 | 0 |                  | 2                |
| Quate Lòcs       | 1 | 2 | 0 | 0 |                  | 3                |
| Total consellers | 7 | 4 | 2 | 0 | 0                | 13               |

| Terçó                 |       |       |       |       | A.E. Gent d'Aran |
| --------------------- | ----- | ----- | ----- | ----- | ---------------- |
| Arties e Garòs        | 56,48 | 20,75 | 22,48 |       |                  |
| Castièro              | 18,25 | 26,23 | 31,72 | 14,86 | 7,10             |
| Lairissa              | 58,74 | 29,00 | 10,41 |       |                  |
| Marcatosa             | 21,48 | 32,03 | 18,36 | 16,02 | 10,16            |
| Pujòlo                | 62,47 | 19,21 | 11,70 | 3,53  |                  |
| Quate Lòcs            | 40,56 | 43,81 | 2,82  | 11,36 |                  |
| Total percentatge vot | 34,80 | 30,36 | 18,86 | 10,65 | 3,58             |